# Station Poniatowice
Station Poniatowice is een spoorwegstation in de Poolse plaats Poniatowice.